# Amna Elhassan

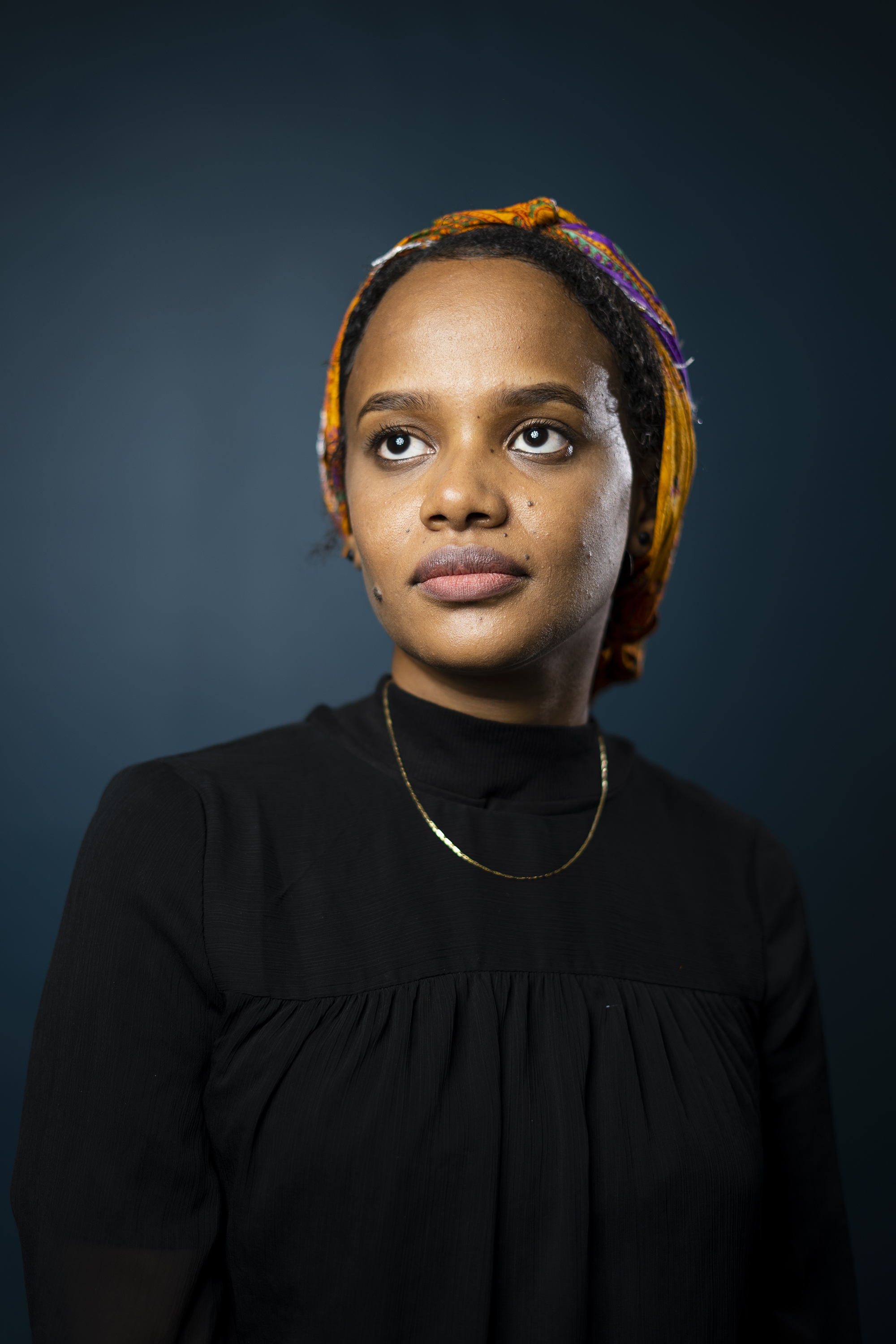
Amna Elhassan, Foto: Ala Kheir, 2020

Amna Elhassan (آمنة الحسن; * 1988 in Khartum, Sudan) ist eine sudanesische bildende Künstlerin und Architektin. Ihre künstlerische Arbeit konzentriert sich auf die Darstellung sudanesischer Frauen im öffentlichen und privaten Leben, ausgedrückt in Medien wie Druckgrafik und Malerei.

## Leben und Werk
Im Jahr 2010 erwarb Elhassan einen Bachelor-Abschluss in Architektur an der Universität Khartum, gefolgt von einem Master-Abschluss in Architekturdesign an der Sapienza-Universität in Rom im Jahr 2013. Nach ihrer Rückkehr in den Sudan widmete sie sich der bildenden Kunst und Malerei und arbeitete mit ihrem Mentor, dem sudanesischen Künstler Hatim Koko, am Khartum Arts Training Centre zusammen. Ihre ersten Ausstellungen wurden ab 2016 unter anderem im Raschid Diab Arts Center, im Nationalmuseum Sudan in Khartum und in mehreren afrikanischen Städten gezeigt.
Im Juli 2022 wurde Elhassan als Gastlektorin und zu Diskussionen über „Kunst in Zeiten der Krise“ an die Hochschule für bildende Künste Hamburg eingeladen. Das Institute for Contemporary Art & Transfer (ICAT) der Hochschule zeigte gleichzeitig eine Ausstellung der Künstlerin. Ihre Arbeiten wurden weiterhin im Kunstbuch Sudan retold in einer Gruppe junger Künstlerinnen und Künstler veröffentlicht, die darin ihre Versionen der sudanesischen Geschichte, Gegenwart und Zukunft darstellten.
In einem Artikel in The Economist, der 2022 über die Ausstellung der sudanesischen Malerin und Kunstlehrerin Kamala Ibrahim Ishaq in der Londoner Serpentine Gallery berichtete, wurde Elhassan als „prominente sudanesische Künstlerin“ bezeichnet, deren traumartige Figuren von Ishaqs Crystalist-Bewegung beeinflusst sind.

## Einzelausstellung in Frankfurt
Von November 2022 bis Februar 2023 zeigt die Schirn Kunsthalle in Frankfurt am Main eine Einzelausstellung von Elhassan mit dem Titel „Deconstructed Bodies – in Search of Home“. Mit dem eigens für die Rotunde der Kunsthalle konzipierten, großformatigen Wandbild mit dem Titel „December“ setzte Elhassan den Opfern der im Dezember 2018 begonnenen und maßgeblich von jungen Frauen getragenen sudanesischen Revolution ein Denkmal. Neben diesem Wandbild zeigt die Ausstellung weitere 21 Bilder und Drucke mit Porträts und Szenen aus dem Alltag sudanesischer Frauen. Gleichzeitig wurden Elhassans Arbeiten sowie Begleittexte zu ihrem Werk in einer Veröffentlichung der Kunstwissenschaftler Martin Köttering und Sebastian Baden als erste Übersicht zu ihrem Schaffen dokumentiert.
Laut einer Rezension in der Frankfurter Allgemeinen Zeitung behandeln Elhassans Bilder „den Wandel und den Widerstand sudanesischer Frauen. Sie berichten von der Wahrnehmung ihrer Körper durch die Gesellschaft und ihrer Suche nach Heimat und einem sicheren Ort, den die Künstlerin ihnen auf ihren Bildern geben möchte“. Die Kuratorin der Ausstellung, Larissa-Diana Fuhrmann, charakterisierte Elhassans Arbeitsweise mit sudanesischen Graffiti und dem Wandbild „December“ als Verbindung zwischen den „Proteste[n] auf der Straße direkt mit dem musealen Raum der Schirn.“ Die Tageszeitung kommentierte die Bezüge zwischen Elhassans Wandgemälde und der Niederschlagung der Protestbewegung in Khartum mit den Worten: „Gewalt und Hoffnung liegen bei Amna Elhassan nah beieinander.“

## Gruppen- und Einzelausstellungen
- Rashid Diab Arts Center, Khartum, 2017
- National Museum of Sudan, Khartum, 2016
- Journées d'Art Contemporain de Carthage JACC, Tunis, 2019[12]
- Afriart Gallery in Kampala, Uganda, 2020[13]
- Egypt International Art Fair, Kairo, Ägypten, 2021
- Hochschule für bildende Künste Hamburg, 2022
- Schirn Kunsthalle, Frankfurt am Main, 2022/2023